# Bamberg, Staatsbibliothek, Msc.Patr.6

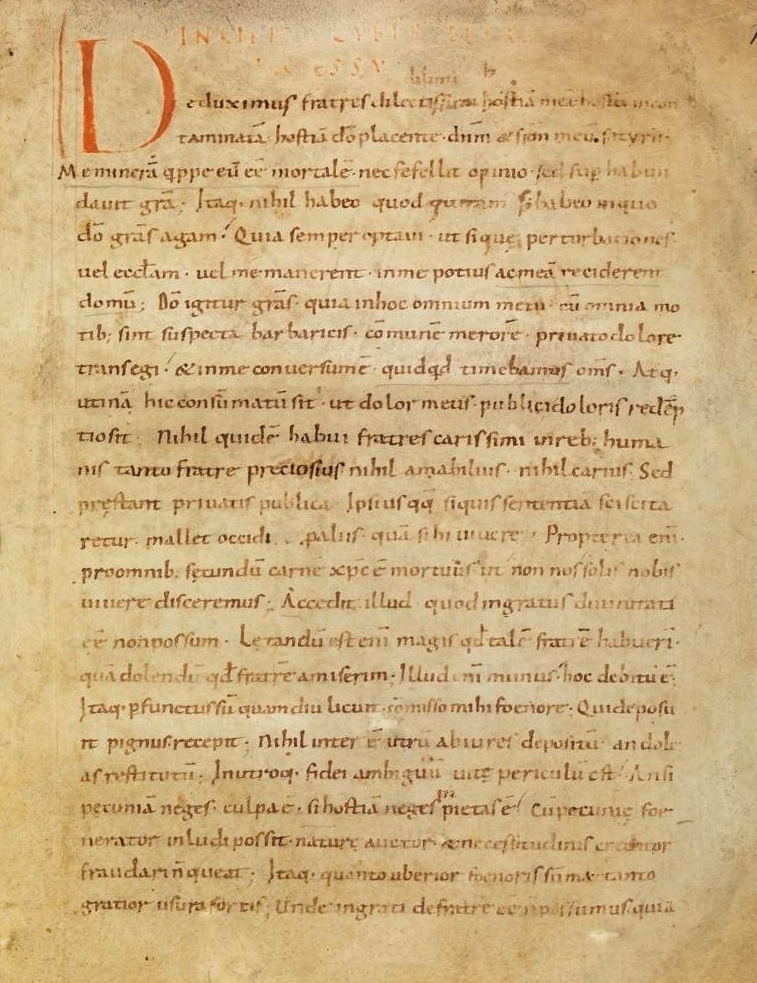
Erste Seite der Handschrift mit dem Anfang von Ambrosius’ Ansprache beim Begräbnis seines Bruders Satyrus

Die Handschrift Bamberg, Staatsbibliothek, Msc.Patr.6 ist ein Kodex, der Werke des Kirchenvaters Ambrosius enthält. Die Handschrift wurde Ende des 10. Jahrhunderts in Süddeutschland geschrieben und von Heinrich II. nach Bamberg gebracht, wo sie bis zur Säkularisierung Teil der dortigen Dombibliothek war. Heute wird sie als Teil der Kaiser-Heinrich-Bibliothek in der Staatsbibliothek Bamberg verwahrt.

## Beschreibung
Der Kodex misst 24,5 auf 19 cm und umfasst 169 Blatt Pergament, die mit je 26–27 langen Zeilen beschrieben sind. Der Einband stammt von 1611. Die Handschrift ist, abgesehen von einigen Rubriken und Initialen, schmucklos.

## Herkunft
Die Handschrift wurde gegen Ende des 10. Jahrhunderts in Süddeutschland geschrieben. Hoffmann unterscheidet acht unterschiedliche Schreiber. Es ist anzunehmen, dass die Handschrift von Heinrich II. nach Bamberg gebracht wurde und im Kontext der Gründung des Bistums Bamberg in die dortige Dombibliothek gelangte.